# 月面步行者

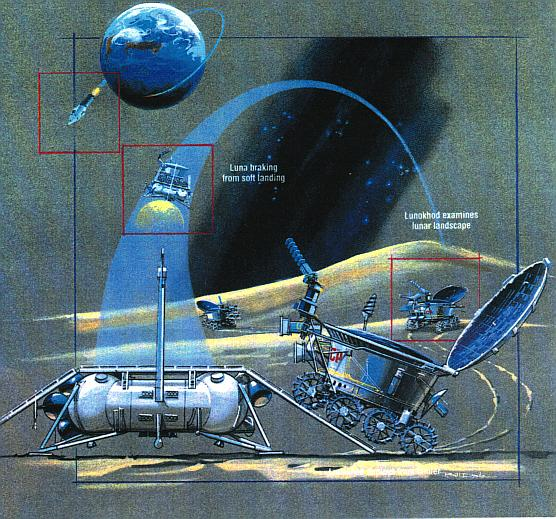
月面步行者任務圖解。

月面步行者（俄语：Луноход）是前蘇聯在1969年至1977年間所進行的機器人登陸月球漫遊計畫。1969年的月面步行者1A 在發射中被毀，1970年的月面步行者1號和1973年的月面步行者2號登陸月球，而1977年的月面步行者未發射。成功的任務包括Zond和月球系列計劃的飛越、軌道飛行器和登陸。月面步行者的設計主要是支援蘇聯載人月球任務和使用自動的遠端遙控機器人探測表面和傳回圖片。月面步行者是使用質子火箭發射，由月球太空船運送到月球的表面。月球步行者的登陸部分和從月球帶回標本任務的登月部分類似。月面步行者是由NPO Lavochkin的Alexander Kemurdjian 設計的。直到1997年才有火星探路者成為另一艘在其它星球上的遙控車。

## 發展

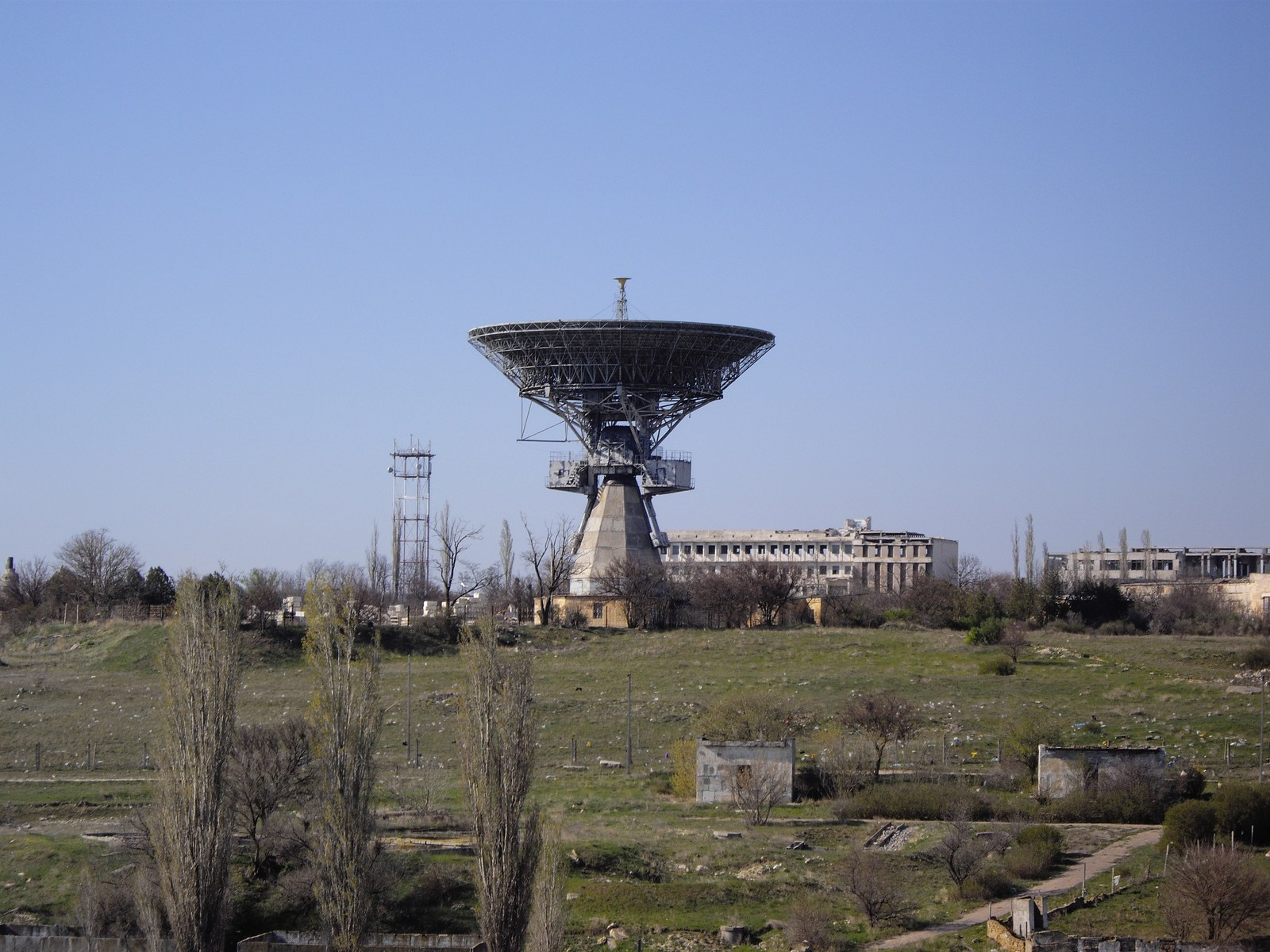
拋物面天線TNA-400和被棄置的NIP-10。

月球車原本的主要任務是勘察日後載人登陸和月球基地的地點，目的是將太空船建立成為無線電信標，讓載人太空船能夠精確的登陸月球。同時，這艘太空船的設計是當登陸失敗時，只要一位太空人就能從主要的LK登陸點移動至備用的LK登陸點。替代的，在阿波羅太空人登陸月球成功之後，它被用於月球表面的遠端遙控探測。
在1968中期，在靠近辛菲羅波爾附近一個隱密的山谷村莊Shkolnoye（Школьное (Крым)）建立了月球基地，KIP-10或NIP-10（КИП-10或НИП-10）。它涵蓋的面積達到一公頃（120米 X 70米），並且與月球表面的一些地區非常相似。它使用了超過3,000立方米的土壤來建造，包括54個直徑達到16米的環形山和大約160大小不同的石塊。整個地區被漆成灰色和黑色的磚塊包圍著，以便於分析問題和月面車的底盤。

## 月球車1A
經過多年秘密發展的工程和訓練，第一輛月球車1A於1969年2月19日發射。但僅僅幾秒鐘火箭就解體，第一輛月球車就報銷了。世界其它各地在多年之後才能夠評估火箭的酬載。

## 月球車1號
在原始的月球車被毀壞之後，蘇聯工程師立即開始建造另一輛月球車。月球車1號是前蘇聯的月球車計畫中兩艘成功降落在月球上的無人月球巡視車中的第一輛，它是由月球17號攜帶到月球的。月球車1號也是在另一個世界上巡迴的第一個遙控機器人。
月球17號是在1970年11月10日14:44:01（世界時）發射的。在抵達地球的泊接軌道之後，月球17號在1970年11月10日14:54（世界時）點燃最後階段的火箭進入前往月球的軌道。經過兩次的航向修正（11月12日和14日），它在1970年11月15日22:00（世界時）進入月球軌道。
這艘太空船在1970年11月17日03:47（世界時）在月球的雨海軟著陸，登陸艇利用雙弦梯將酬載，月球車1號，放下到月球的表面，在06:28（世界時）這輛漫遊車移動到了月球的表面。
為了要在真空的環境下工作，包覆在壓力容器內的機械零件和電動馬達（在每一個輪子的襯套）都使用一種特殊的氟基潤滑劑。
漫遊車只在月球的白天工作，偶爾會停下來讓太陽能電池充電；在夜晚，漫遊車進入休眠狀態，靠著放射性同位素加熱器維持溫度，直到第二天的日出。

### 漫遊車的說明

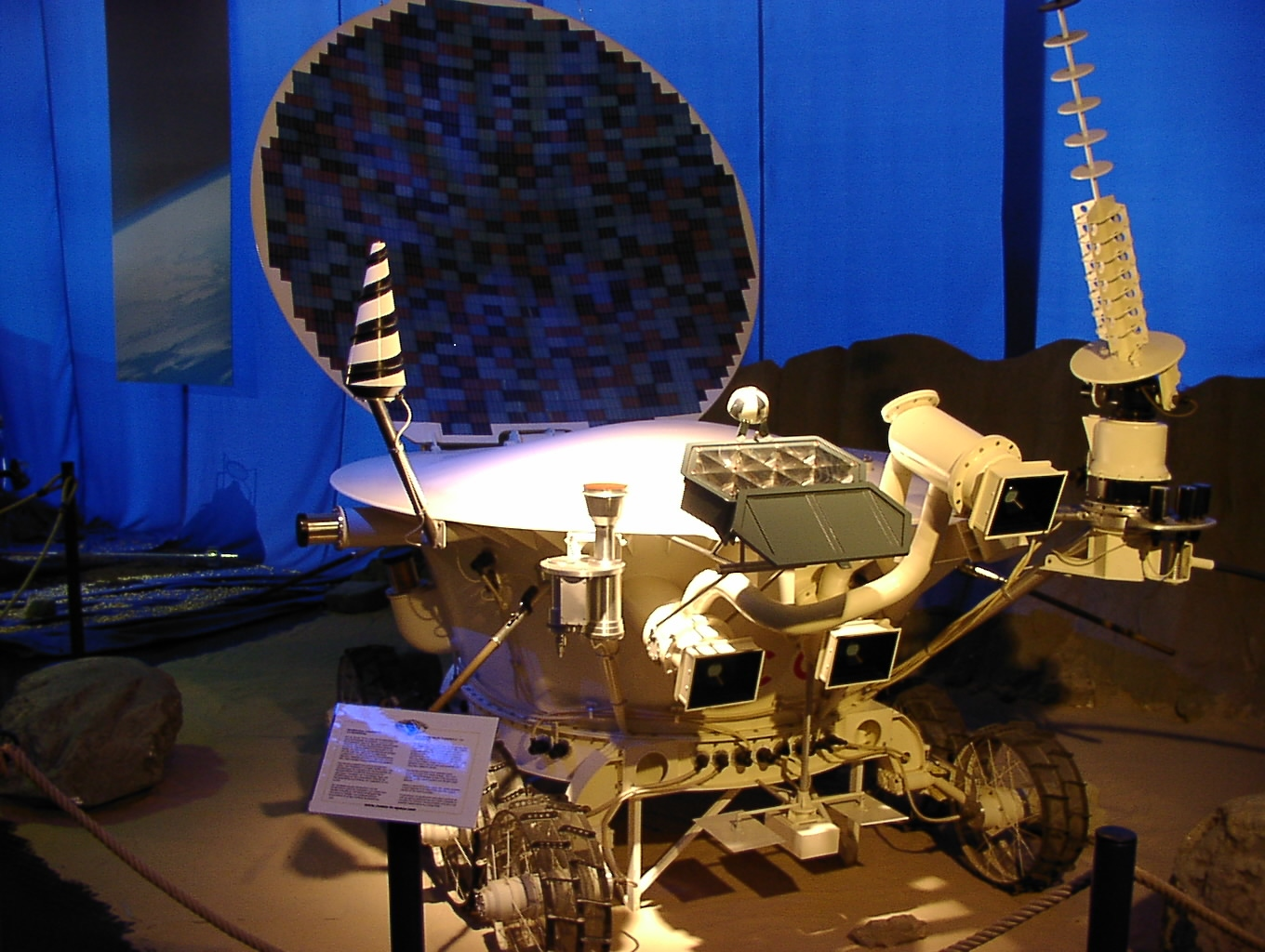
蘇聯的月球車系列的月球探索機器車模型。

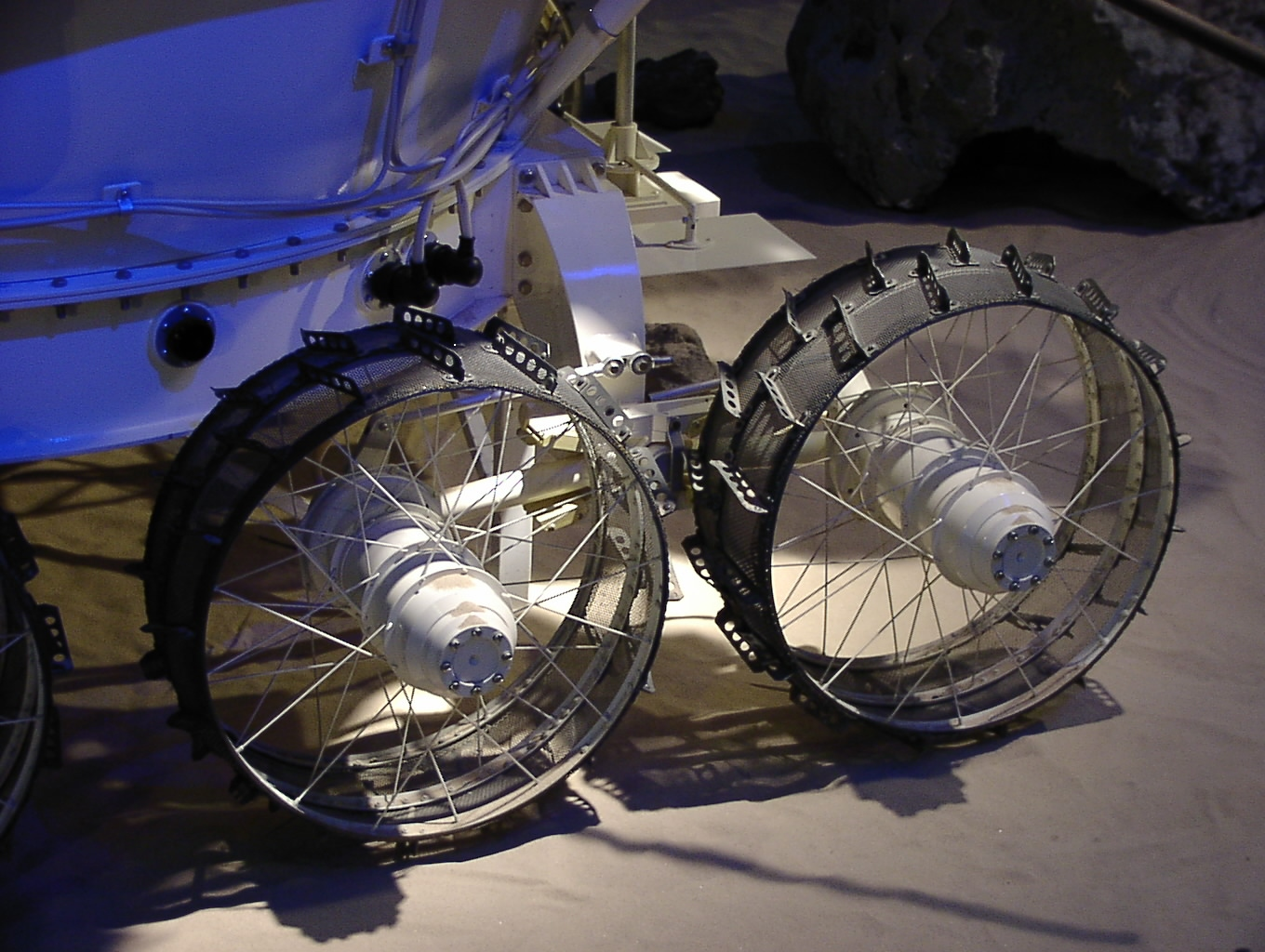
月面步行車輪子的細節。

月球車1號長2.3公尺，像有八個有獨立動力車輪和凸起的大蓋子的浴盆隔間。月球車1號配備了一個圓錐形的天線，一個高方向性的螺旋天線，4架電視攝影機，和一個可以撞擊以測量月球土壤的密度和測試物理特性而特別延伸的設備。
還包括一架X-射線光譜儀、一架X-射線望遠鏡、一部宇宙射線探測器、和一部雷射設備。這部車子由電池提供動力，可以在月球的白天使用蓋子上的太陽電池陣列充電。當月球的夜晚，上面的蓋子會關閉，而一個釙-210的加熱器會讓內部的各種元件維持著工作溫度。
漫遊車高135公分 (4尺5寸)，質量840公斤 (1,850磅)。它大約170公分 (5尺7寸) 長和160公分 (4尺11寸) 寬，有8個有著獨立懸架、馬達和煞車的輪子。漫遊車有兩種速度：～1公里/小時和～2公里/小時 (0.6mph和1.2 mph)。

#### 酬載
- 攝影機 (兩架電視和四架全景遠距光度計)
- RIFMA X-射線螢光分光儀
- RT-1 X-射線望遠鏡
- PrOP 里程表/透度計 (測量X-射線的穿透力)
- RV-2N 輻射探測器
- TL 雷射復歸反射器

## 月球車2號
月球車2號是第二輛並且是前蘇聯的月球車計畫中兩艘成功降落在月球上的無人月球漫遊車中較先進的一輛。
登陸者在1973年1月8日進入地球的泊接軌道，接著就進入越月軌道。在1973年1月12日煞車進入月球上空90－100公里 (大約56－62英里) 高的月球軌道。
月球21號太空船登陸在月球並且卸下第二艘蘇聯的月球漫遊車，月球車2號。這次任務的主要目的是蒐集月球表面的圖像，檢查環境的亮度水準，已確定在月球進行天文觀測的可行性，執行從地球用雷射測量距離的實驗，觀察太陽的X-射線，測量區域性的磁場，和研究月球表面材料在物理上的特性。
這次登陸於1973年1月15日23:35（世界時）降落在北緯25.85度、西經30.45度的勒莫尼耶环形山。
登陸之後，月球車2號的拍攝了四周的電視影像，然後在1973年1月16日01:14（世界時）從斜坡下達月球表面，並且拍攝了月球21號登陸器和著陸區。

### 漫遊車的說明
月球車2號配備了3架慢掃描電視，其中一架放在頂端做為漫遊車導航之用，它可以用每3.2、5.7、10.9或21.1秒一張（不是秒/張）的不同速度傳送回高解晰的影像。這修影像由在地球上的一個五人小組，即時送出駕駛命令給漫遊車。還有4部全景攝影機安裝在漫遊車上。
電源是由一個凸起的絞鏈圓蓋內部被遮蓋的太陽能面板供應，當電池需要充電時就將蓋子打開。在月球的夜晚，一個釙-210的加熱器會使月球車保持溫暖。
科學儀器還包括土壤力學測試器、太陽X-射線實驗、一個高階的可見光和紫外線天體光度計、布署在漫遊車前端2.5公尺 (8尺2寸) 基部的磁強計、 一個輻射計、一個用於雷射檢測實驗的光電探測器 (Rubin-1)，和一個法國提供的雷射回向反射器。

#### 酬載
- 攝影機 (3架電視和4架全景遠距光度計)
- RIFMA-M X-射線螢光分光儀
- X-射線望遠鏡
- PROP 里程表/透度計
- RV-2N-LS 輻射探測器
- TL 雷射復歸反射器
- AF-3L 紫外線/可見光天體光度計
- SG-70A 磁強計
- Rubin 1 光電探測器

## 月球車3號

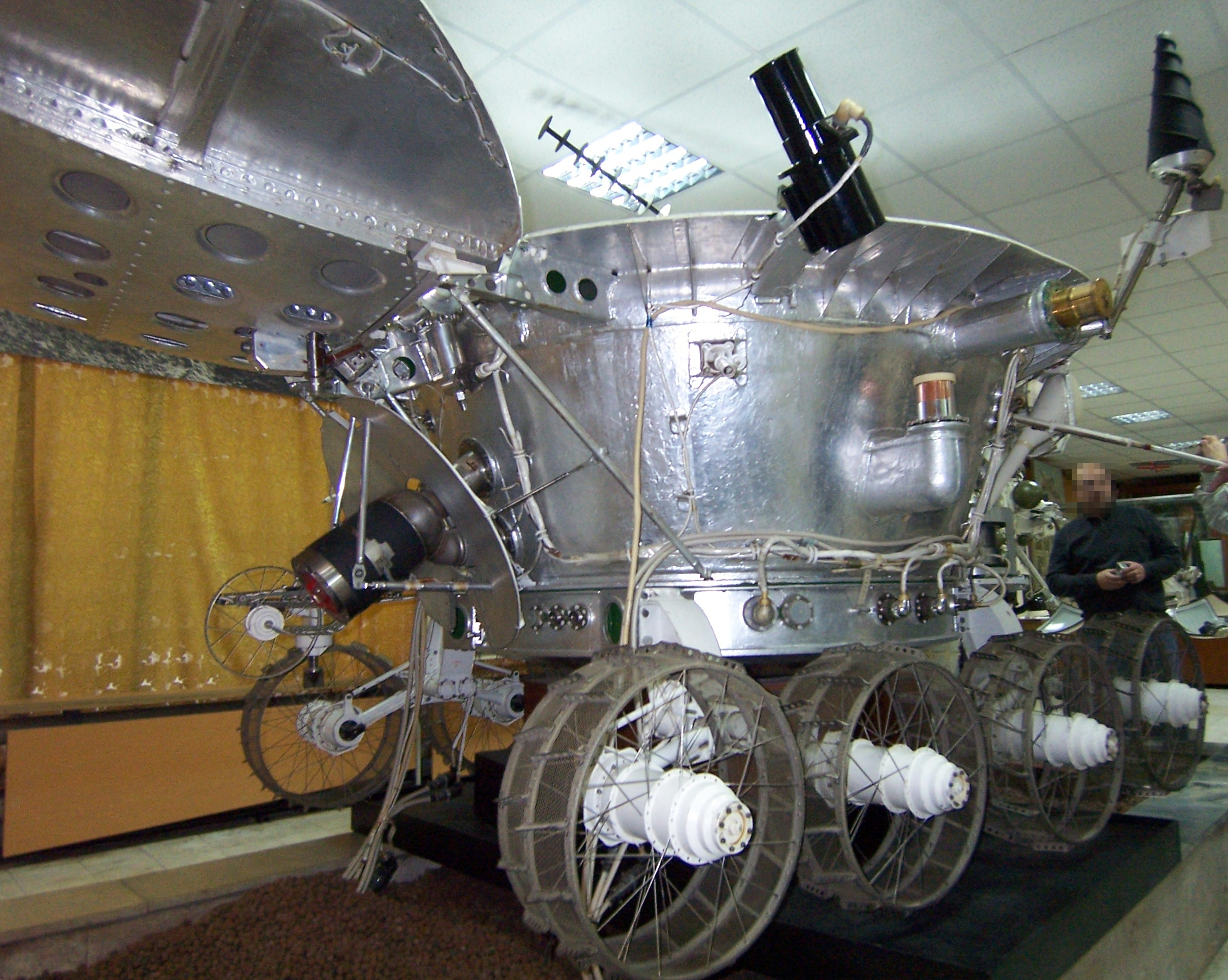
月球車3號 (側視)

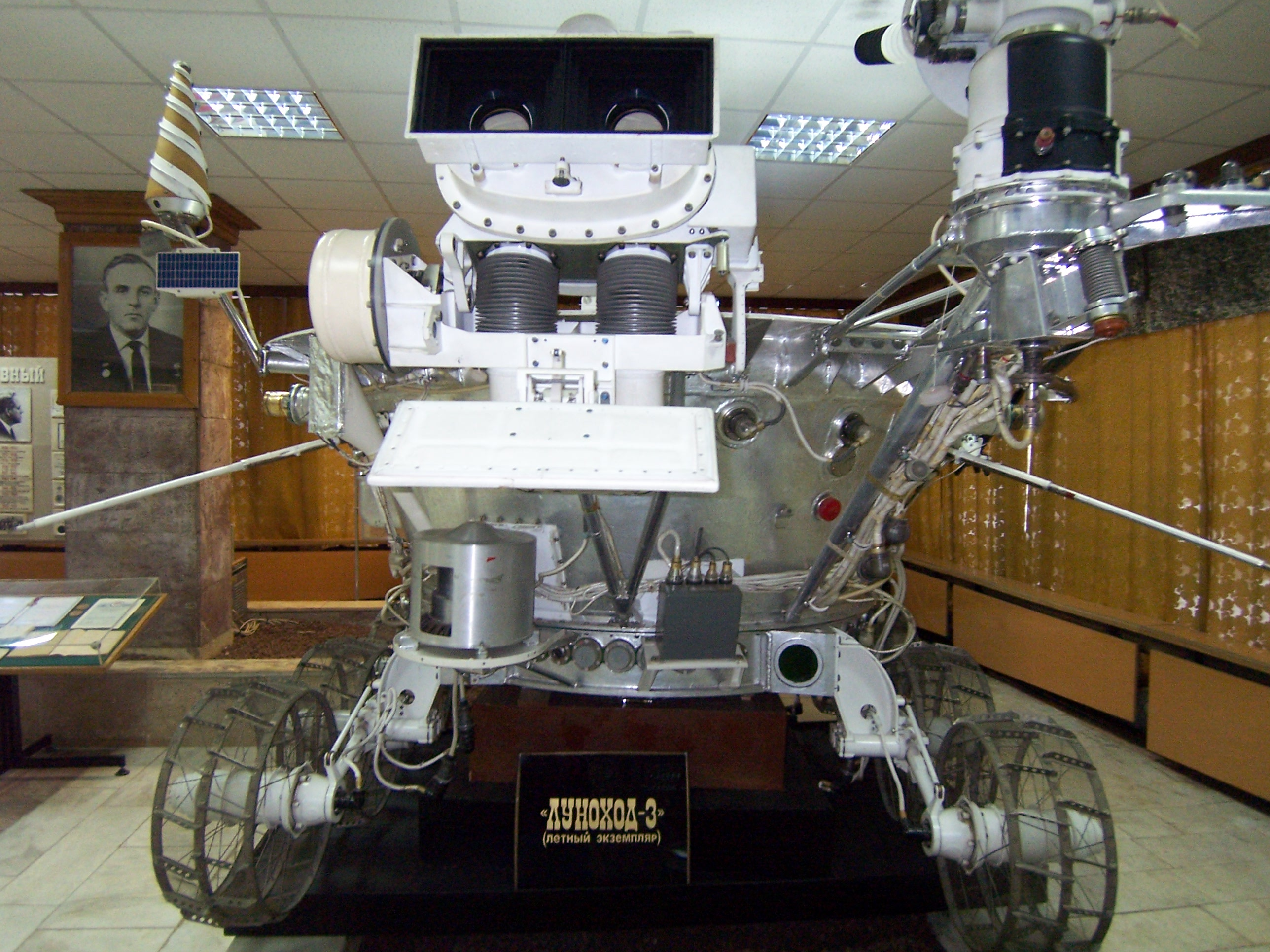
月球車3號 (前視)

月球車3號是在1977年建造的月球漫遊車，但是因為缺乏經費和發射器而不可能前往月球。它保存在非營利組織的拉沃奇金博物館供人參觀。

## 成果
月球車1號運作了322個地球日，和傳送回20,000張電視影像與206張高解析全景相。另外，它使用RIFMA X-射線螢光分光儀執行了25次土壤分析和使用透度計測量了500個不同的地點。
月球車2號運作了大約4個月，走過了37公里 (23英里)的表面地形，包括丘陵旱地和溝紋，並且是目前留置在月球上且在月面上旅行得最遠的外星漫遊車。在這段時間，它送回了86幅全景的影像和超過80,000電視畫面。許多表面的機械測試、雷射測距的測量、和完成其它的實驗。
和NASA相似大小的火星探測漫遊者，精神號和機會號做一個比較，它們在2009年1月邁入第五周年，總共旅行了21公里 (13英里) 和傳送回125,000張影像。

## 用於車諾比爾的遺贈
依據法國Jean Afanassieff拍攝的紀實電視影片在月球上的坦克，15年後的車諾比爾核電廠災變讓月球車的設計重新成為焦點。西德製造的遙控推土機－蘇聯民防部隊使用重達數十噸－用在倒塌的堆疊反應器其餘部分剩餘建築的屋頂上是太重了。人力也不能有效的用剷子清除碎片，因為在強烈的電離輻射下，安全逗留的時間極限只有90秒不到的時間。
退休的月球步行者設計師又被召回，在兩個星期的時間內，他們就製造出了足夠輕巧，可以在脆弱的屋頂上運作的六輪遙控車輛原型。由於原始的月球漫遊車使用核蛻變的熱源控制內部的環境，它們的電子系統均已加固到足以抵禦輻射傷害。這個好處使得1986年的設計師能夠很快的設計出核災難復建工作所需要的車輛類型。最後，兩輛這種漫遊車被運送到車諾比爾事故區，並且證明能用於碎片的清除，設計師也得到了獎勵。但是因為極高的輻射量，後來所有的漫遊車最终還是都失效了，最後還是動用人工（後來稱為車諾比清理人）進入現場清理。

## 位置和所有權歸屬
直到2010年，月球車1號的位置仍有幾公里的不確定，因為從1970年以後，月球雷射測距實驗都未能檢測到它反射回來的訊號。在2010年3月17日， Albert Abdrakhimov  在月球勘測軌道飛行器的M114185541RC影像中 發現了漫遊車和登陸者兩者。

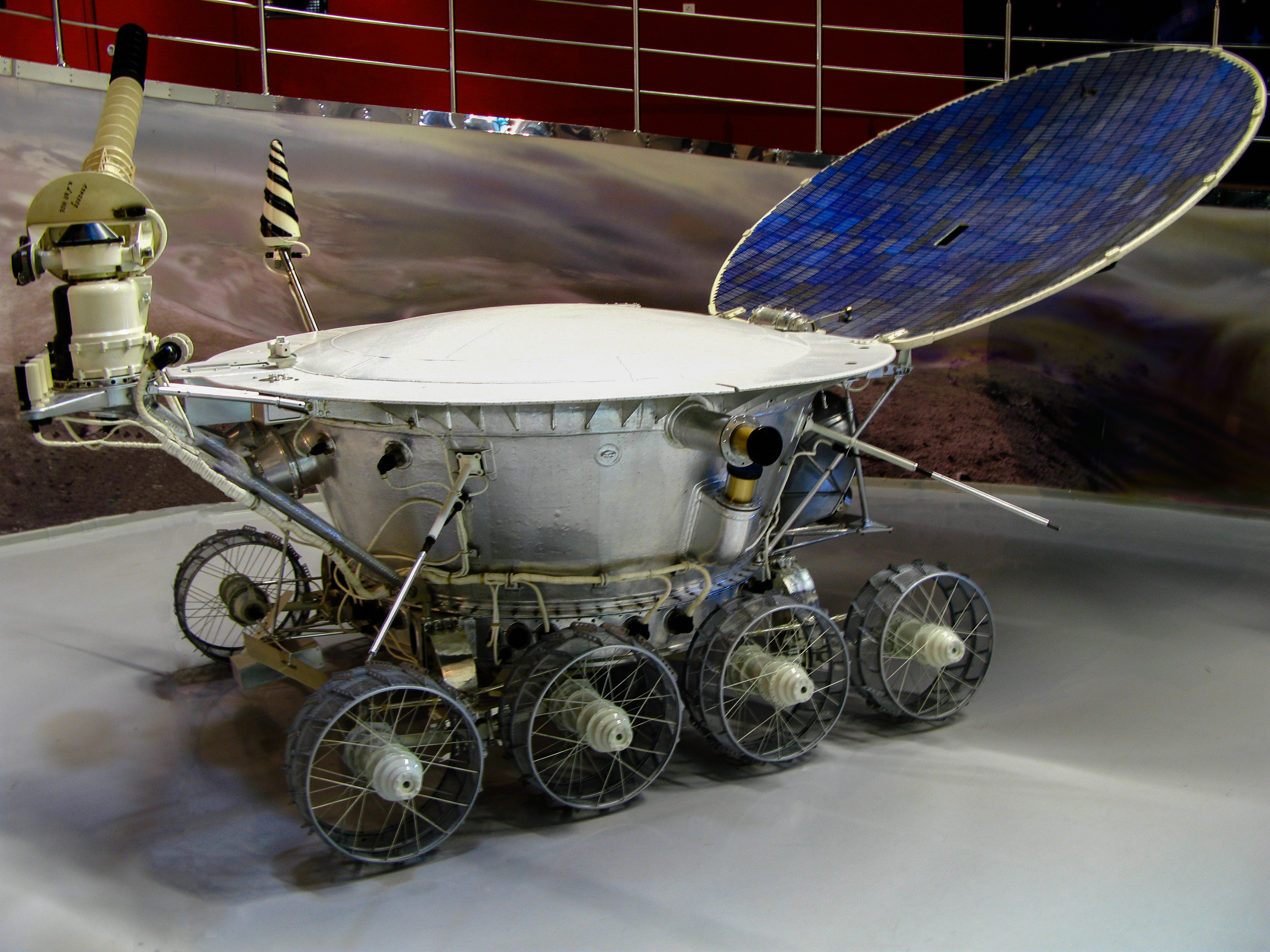
蘇聯的月球漫遊車。

月球車2號繼續由月球雷射測距實驗檢測它的位置，使它的位置精確度維持在1公尺的範圍內。月球車2號和月球21號的所有權在1993年12月於紐約蘇富比的拍賣會上由拉沃奇協會以68,500美元售出 (雖然目錄上錯誤的列出68A的拍賣品是月球17號和月球車1號)。買主是電腦遊戲企業家也是太空人的兒子理查蓋略特，也知道他在遊戲中的角色Lord British。他在2001年的採訪中說： "我從俄國人購買了月球21號。我現在是世界上唯一私人擁有在其它天體上物件的人。雖然國際法說沒有政府可以宣稱擁有地球以外的地產，但是我不是政府。概括的說，我聲稱月球的名字是Lord British!"。在2007年，蓋略特說他是月球車2號的所有人。

## 外部連結
维基共享资源上的相關多媒體資源：月面步行者
- Lunar and Planetary Department Moscow University （页面存档备份，存于）
- Exploring the Moon (1969-1976) （页面存档备份，存于） - a diary of significant events in Soviet lunar exploration, including those associated with the Lunokhod programme
- Don P. Mitchell's catalog of Soviet Moon Images （页面存档备份，存于） including many from the Lunokhod programme
- Lunakhodarticle at Lunarpedia（页面存档备份，存于）
- Tests of breadboard models of lunokhods on moonodrome(лунодром - moondrome in Russian) near Simferopol in 1969
- Remote control lunokhods and planetrovers （页面存档备份，存于） （俄文）
- Crews lunokhods （页面存档备份，存于） （俄文）
- Details of the cameras used in the Lunokhods （页面存档备份，存于） (about half way down the page, or search the page for "Lunokhod")